# Mike Botts
Michael G. Botts (8 de diciembre de 1944 – 9 de diciembre de 2005) fue un baterista estadounidense, conocido por su trabajo con la banda de soft rock Bread, y como un músico de sesión.
Nacido en Oakland, California, Botts creció cerca de Antioch antes de mudarse a Sacramento. Mientras estaba en la universidad, empezó a tocar con una banda llamada "The Travellers Three" y trabajando como un músico de estudio. El grupo se separó, pero no antes de grabar algunas canciones con David Gates como productor.
Mientras trabajaba con Bill Medley, Botts fue invitado a unirse a la banda de David, Bread, para su segundo álbum. Aceptó la propuesta y trabajó como un miembro de Bread desde 1970 hasta 1973, cuando el grupo se separó. En ese punto, Botts empezó a trabajar con Linda Ronstadt, y grabando y yendo de gira con ella por dos años. Botts se reunió con los otros miembros de Bread en 1976 para un álbum y un tour final, antes de separarse en 1978.
Trabajó con Karla Bonoff y Andrew Gold, tocando en el hit de Gold de 1977, "Lonely Boy", y continuó trabajando en el estudio como un cantante, músico, compositor y productor. En 1989 se fue de gira con Richard Carpenter. Dos años más tarde, comenzó a dar giras y grabar con Dan Fogelberg mientras continuaba su trabajo como músico de sesión. En 1996, los miembros de Bread se juntaron de vuelta para una gira mundial que continuó hasta el otoño de 1997. Botts entonces grabó su único álbum solista, Adults Only, lanzado en el año 2000.
Botts murió en California, un día después de su cumpleaños 61, habiendo sufrido de cáncer colorrectal.